# Klaus Mäkelä
Klaus Mäkelä, född 17 januari 1996 i Helsingfors, är en finländsk cellist och dirigent.
Klaus Mäkelä växte upp i en musikerfamilj. Han är son till cellisten Sami Mäkelä och pianisten Taru Myöhänen-Mäkelä och dotterson till violinisten Tapio Myöhänen. Hans yngre syster Ellen Mäkelä är dansare på Ballets de Catalunya i Barcelona i Spanien.
Klaus Mäkelä studerade på Sibeliusakademien dirigering för Jorma Panula och cello för Marko Ylönen, Timo Hanhinen och Hannu Kiiski. Han var därefter solist i finländska orkestrar som Lahtis stadsorkester, Kuopios stadsorkester och Jyväskylä Sinfonia. 
I september 2017 var Klaus Mäkelä gästdirigent för Sveriges radios symfoniorkester, varefter han engagerades som orkesterns huvudgästdirigent för tre år.
I maj 2018 dirigerade han för första gången  Oslo filharmoniska orkester, varefter han kontrakterades som chefsdirigent för tre säsonger. 
Kontraktet förlängdes i maj 2020 för ytterligare fyra säsonger till och med 2026/2027 års säsong.  Han är även musikalisk ledare för Orchestre de Paris. 
Mäkelä var konstnärlig ledare för Åbos musikfestival mellan 2018 och 2024.